# Вилфранш сир Саон
Вилфранш сир Саон (фр. Villefranche-sur-Saône) град је у Француској, у департману Рона.
По подацима из 1999. године број становника у месту је био 30.647.

## Демографија
| 1962.  | 1968.  | 1975.  | 1982.  | 1990.  | 1999.  | 2011.  |
| ------ | ------ | ------ | ------ | ------ | ------ | ------ |
| 24.516 | 26.338 | 30.341 | 28.881 | 29.542 | 30.647 | 35.640 |

## Партнерски градови
- Бил
- Калараш
- Kandi
- Шкојдиц
- Канту